# Pico La Plata
El pico La Plata (en inglés La Plata Peak) es un pico de la cordillera Sawatch (Montañas Rocosas), situado en el centro del estado de Colorado (Estados Unidos). Perteneciente al condado de Chaffee, constituye uno de los picos de una altitud de más de 14 000 pies del estado. Según el Servicio de Información de Nombres Geográficos de los Estados Unidos su cima se encuentra a una altitud de 4370 m s. n. m. (14 337 pies).